# Yuan Lang
 (mars 2020).
Si vous disposez d'ouvrages ou d'articles de référence ou si vous connaissez des sites web de qualité traitant du thème abordé ici, merci de compléter l'article en donnant les références utiles à sa vérifiabilité et en les liant à la section « Notes et références ».
Zhongzhe (仲哲), de son vrai nom Yuan Lang (元朗) né en 513 et mort le 532 à Luoyang, généralement connu pour l'enlèvement de son titre de prince d'Anding(安定王), parfois connu comme l'empereur Houfei (後廢帝,« empereur retiré plus tard »), a été brièvement le quatorzième empereur de la dynastie Xianbei Wei du Nord.
Il fut proclamé empereur par le général Gao Huan, qui se rebella contre le clan du général suprême Erzhu Rong (en) en 531, en tant que compétiteur pour le trône impérial contre l'empereur Jiemin, qui a été proclamé empereur par le cousin d'Erzhu Rong, Erzhu Shilong. En 532, après la victoire de Gao sur Erzhu, il estima que Yuan Lang, dont la lignée était éloignée des empereurs récents, était inapproprié pour être empereur. Il proclama à la place l'empereur Xiaowu en tant qu'empereur. Ce dernier fit de Yuan Lang le prince d'Anding, mais l'exécuta plus tard dans l'année.